# Guitars (album, Mike Oldfield)
Guitars je osmnácté studiové album britského multiinstrumentalisty Mika Oldfielda. Bylo vydáno v květnu 1999 (viz 1999 v hudbě) a v britském žebříčku prodejnosti hudebních alb se umístilo nejlépe na 40. místě.
Instrumentální deska Guitars je zajímavá tím, že veškerou hudbu na albu nahrál Oldfield pouze pomocí různých typů kytar. Za zmínku stojí použití kytar vybavených technologií MIDI, které byly použity pro vytvoření bicích a speciálních zvuků.
Některé skladby na albu jsou věnovány, např. těm, kteří zemřeli při výstupu na Mount Everest („Summit Day“), nebo B. B. Kingovi („B. Blues“). Skladba „Four Winds“ se skládá ze čtyř částí, z nichž každá je muzikální zpodobnění jedné ze čtyř světových stran (sever, jih, východ a západ).

## Skladby
Všechny skladby napsal(i) Mike Oldfield. 
| Pořadí | Název          | Délka |
| ------ | -------------- | ----- |
| 1.     | Muse           | 2:12  |
| 2.     | Cochise        | 5:15  |
| 3.     | Embers         | 3:51  |
| 4.     | Summit Day     | 3:46  |
| 5.     | Out of Sight   | 3:48  |
| 6.     | B. Blues       | 4:30  |
| 7.     | Four Winds     | 9:32  |
| 8.     | Enigmatism     | 3:32  |
| 9.     | Out of Mind    | 3:46  |
| 10.    | From the Ashes | 2:28  |

## Obsazení
- Mike Oldfield – kytary a kytarové syntezátory